# Eupteryx gilvus
Eupteryx gilvus är en insektsart som beskrevs av Mitjaev 1998. Eupteryx gilvus ingår i släktet Eupteryx och familjen dvärgstritar.
Artens utbredningsområde är Kazakstan. Inga underarter finns listade i Catalogue of Life.